# Sham Shui Po
Sham Shui Po (chin. trad.: 深水埗區) – jedna z 18 dzielnic Specjalnego Regionu Administracyjnego Hongkong Chińskiej Republiki Ludowej.
Dzielnica położona jest w zachodniej części regionu Koulun. Powierzchnia dzielnicy wynosi 9,48 km², liczba mieszkańców według danych z 2006 roku 365 540, co przekłada się na gęstość zaludnienia wynoszącą 39 095 os./km².